# ایرنه هروی
ایرنه هروی (انگلیسی: Irene Hervey; ۱۱ ژوئیهٔ ۱۹۰۹ – ۲۰ دسامبر ۱۹۹۸) هنرپیشه اهل ایالات متحده آمریکا بود.
از فیلم‌ها یا برنامه‌های تلویزیونی که وی در آن نقش داشته‌است می‌توان به میستی را برایم پخش کن، دستری دوباره می‌راند، جشن هالیوود، و کنت مونت کریستو اشاره کرد.